# Tribromuro de boro
El tribromuro de boro, BBr3, es un compuesto líquido incoloro y fumante que contiene boro y bromo. Las muestras comerciales suelen ser de color ámbar a rojo marrón debido a una pequeña contaminación por bromo. Se descompone con el agua y los alcoholes.

## Propiedades químicas
El tribromuro de boro está disponible comercialmente y es un ácido de Lewis fuerte.
Es un excelente agente desmetilante o desalquilante para la escisión de éteres, también con posterior ciclización, a menudo en la producción de productos farmacéuticos.
El mecanismo de desalquilación de los éteres alquílicos terciarios consiste en la formación de un complejo entre el centro de boro y el oxígeno del éter, seguido de la eliminación de un bromuro de alquilo para producir un dibromo(organo)borano.
ROR + BBr3 → RO+ ( −BBr3)R → ROBBr2 + RBr
Por otra parte, los éteres de metilo arílicos (así como los éteres de alquilo primarios activados) se desalquilan a través de un mecanismo bimolecular que involucra dos aductos de BBr3-éter. 
RO+(−BBr3)CH3 + RO+(−BBr3)CH3 →   RO(−BBr3) + CH3Br + RO+(BBr2)CH3
El dibromo(organo)borano puede luego sufrir hidrólisis para dar un grupo hidroxilo, ácido bórico y bromuro de hidrógeno como productos. 
ROBBr2 + 3H2O → ROH + B(OH)3 + 2HBr
También encuentra aplicaciones en la polimerización de olefinas y en la química de Friedel-Crafts como catalizador ácido de Lewis.
La industria electrónica utiliza tribromuro de boro como fuente de boro en procesos de predeposición para dopaje en la fabricación de semiconductores. El tribromuro de boro también media la desalquilación de éteres de arilo alquilo, por ejemplo, la desmetilación del 3,4-dimetoxiestireno en 3,4-dihidroxiestireno .

## Síntesis
La reacción del carburo de boro con el bromo a más de 300 °C da lugar a tribromuro de boro. Este producto puede purificarse mediante destilación al vacío.

## Historia
La primera síntesis la realizó Poggiale en 1846 al hacer reaccionar trióxido de boro con carbono y bromo a altas temperaturas. 
B2O3 + 3 C + 3 Br2 → 2 BBr3 + 3 CO
En 1857, F. Wöhler y Deville perfeccionaron este método. Al partir de boro amorfo, las temperaturas de reacción son más bajas y no se produce monóxido de carbono. 
2 B + 3 Br2  → 2 BBr3

## Aplicaciones
El tribromuro de boro se utiliza en la síntesis orgánica, la fabricación farmacéutica, el procesamiento de imágenes, el dopaje de semiconductores, el grabado por plasma de semiconductores y la fabricación fotovoltaica.

## Lectura adicional
- Doyagüez, E. G. (2005). «Boron Tribromide». Synlett 2005 (10): 1636-1637. doi:10.1055/s-2005-868513.